# Episodi di Chicago Med (quinta stagione)
La quinta stagione della serie televisiva Chicago Med, composta da 20 episodi, è stata trasmessa in prima visione sul canale statunitense NBC dal 25 settembre 2019 al 15 aprile 2020.
Inizialmente la stagione era composta da 23 episodi, ma è stata bruscamente sospesa dopo 20 episodi a causa della pandemia di Coronavirus che si è diffusa anche a Chicago, dove è ambientata la serie.
In Italia la stagione è andata in onda su Premium Stories dal 14 febbraio al 26 giugno 2020, ad esclusione dell'episodio 4, seconda parte del crossover a tre parti con Chicago Fire e Chicago P.D., trasmesso su Premium Action il 4 marzo 2020. 
 Il 25 marzo 2020 la rete aveva annunciato che gli episodi dal 13 al 20 sarebbero stati trasmessi sottotitolati in italiano in quanto non erano stati ancora doppiati a causa dell'emergenza COVID-19; tuttavia, il 6 maggio 2020 la rete annunciò la regolare trasmissione in italiano di tutti gli episodi fino ad allora inediti. 
 In chiaro viene trasmessa su Italia 1: il 21 luglio 2021 è andata in onda la seconda parte dell'episodio crossover tra Chicago Fire e Chicago P.D., mentre il resto della stagione andrà in onda dal 9 settembre al 14 ottobre dello stesso anno in prima serata.
| nº | Titolo originale                | Titolo italiano                   | Prima TV USA      | Prima TV Italia  |
| -- | ------------------------------- | --------------------------------- | ----------------- | ---------------- |
| 1  | Never Going Back to Normal      | Nessuna normalità                 | 25 settembre 2019 | 14 febbraio 2020 |
| 2  | We're Lost in the Dark          | Completamente al buio             | 2 ottobre 2019    | 21 febbraio 2020 |
| 3  | In the Valley of the Shadows    | In una valle di ombre             | 9 ottobre 2019    | 28 febbraio 2020 |
| 4  | Infection: Part II              | Infezione - II parte              | 16 ottobre 2019   | 4 marzo 2020     |
| 5  | Got a Friend Me                 | Sono tuo amico                    | 23 ottobre 2019   | 13 marzo 2020    |
| 6  | It's All in the Family          | Tutto in famiglia                 | 30 ottobre 2019   | 20 marzo 2020    |
| 7  | Who Knows What Tomorrow Brings  | Cosa ci riserverà il futuro?      | 6 novembre 2019   | 27 marzo 2020    |
| 8  | Too Close to the Sun            | Il peso delle decisioni           | 13 novembre 2019  | 3 aprile 2020    |
| 9  | I Can't Imagine the Future      | Non riesco a immaginare il futuro | 20 novembre 2019  | 10 aprile 2020   |
| 10 | Guess it Doesn't Matter Anymore | Non ha più importanza             | 8 gennaio 2020    | 17 aprile 2020   |
| 11 | The Ground Shifts Beneath Us    | La terra trema sotto di noi       | 15 gennaio 2020   | 24 aprile 2020   |
| 12 | Leave the Choise to Solomon     | La scelta di Salomone             | 22 gennaio 2020   | 1º maggio 2020   |
| 13 | Pain Is for the Living          | Il dolore è per vivi              | 5 febbraio 2020   | 8 maggio 2020    |
| 14 | It May Not Be Forever           | Non sarà per sempre               | 12 febbraio 2020  | 15 maggio 2020   |
| 15 | I Will Do No Harm               | Non ti farò del male              | 26 febbraio 2020  | 22 maggio 2020   |
| 16 | Who Should Be the Judge         | Nessuno può giudicare             | 4 marzo 2020      | 29 maggio 2020   |
| 17 | The Ghosts of the Past          | Fantasmi del passato              | 18 marzo 2020     | 5 giugno 2020    |
| 18 | In the Name of Love             | Tutto per amore                   | 25 marzo 2020     | 12 giugno 2020   |
| 19 | Just a River in Egypt           | Verità negate                     | 8 aprile 2020     | 19 giugno 2020   |
| 20 | A Needle in the Heart           | Un ago nel cuore                  | 15 aprile 2020    | 26 giugno 2020   |

## Nessuna normalità
- Titolo originale: Never Going Back to Normal
- Diretto da: Michael Pressman
- Scritto da: Diane Frolov, Andrew Scheinder e René Balcer (non accreditato)

### Trama
In seguito all'incidente, Halstead ha una leggera contusione alla testa e alcune fitte allo stomaco, invece la sua ex compagna Manning ha un trauma cranico, che ha comportato la perdita della memoria. Sia lui che il nuovo chirurgo traumatologo Crockett Marcel sono sospettosi circa Phillip quando afferma che lui e la Manning si sono fidanzati. Invece Rhodes crede che la Bekker abbia ucciso suo padre per stare con lui, ma in seguito lei si toglierà la vita. Nel frattempo Charles aiuta un'anziana signora ad accettare il fatto che il nipote sia schizofrenico.